# 茂化水库
茂化水库是中国广西壮族自治区玉林市北流市境内的一座水库，位于鉴江水系白马河上，建于1980年。水库正常库容为770万立方米，集雨面积为19平方千米，海拔为215米。